# Camila Moreno

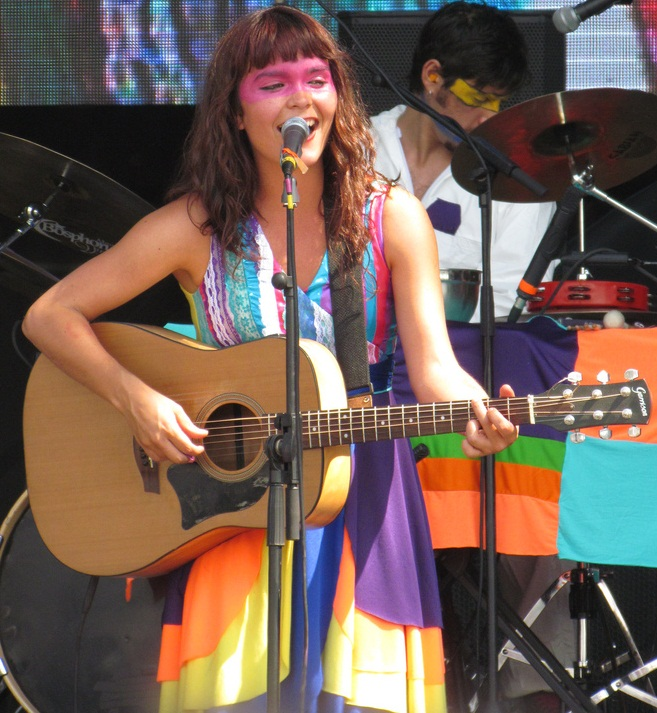
Camila Moreno

Camila Moreno (* 8. Juli 1985 in Santiago) ist eine chilenische Sängerin.
Sie steht seit 2007 auf der Bühne. Mit ihrem Lied „Millones“ wurde sie 2009 zum Latin Grammy in der Kategorie „Bestes alternatives Lied“ nominiert.

## Diskografie

### Alben
- 2009: Almismotiempo
- 2010: Opmeitomsimla
- 2012: Panal
- 2015: Mala madre

### Sammlungen
- 2010: + folk, canción de autor
- 2010: Click de amor
- 2011: Música x memoria
- 2011: Mucho amor